# عمار بلال
عمار بلال (عربی: عمار بلال؛ زادهٔ ۱۷ مهٔ ۱۹۹۳) بازیکن فوتبال اهل عربستان سعودی است.
از باشگاه‌هایی که در آن بازی کرده‌است می‌توان به باشگاه فوتبال الوطنی عربستان سعودی، باشگاه فوتبال الشباب عربستان سعودی، باشگاه فوتبال الانصار عربستان سعودی، و تیم ملی فوتبال عربستان سعودی اشاره کرد.